# Азербайджанский государственный оркестр народных инструментов
Азербайджанский государственный оркестр народных инструментов имени Саида Рустамова — первый нотный азербайджанский оркестр народных инструментов. Создан 1 мая 1931 года по инициативе основоположника азербайджанской профессиональной музыки Узеира Гаджибекова по принципу симфонического оркестра. 

## История

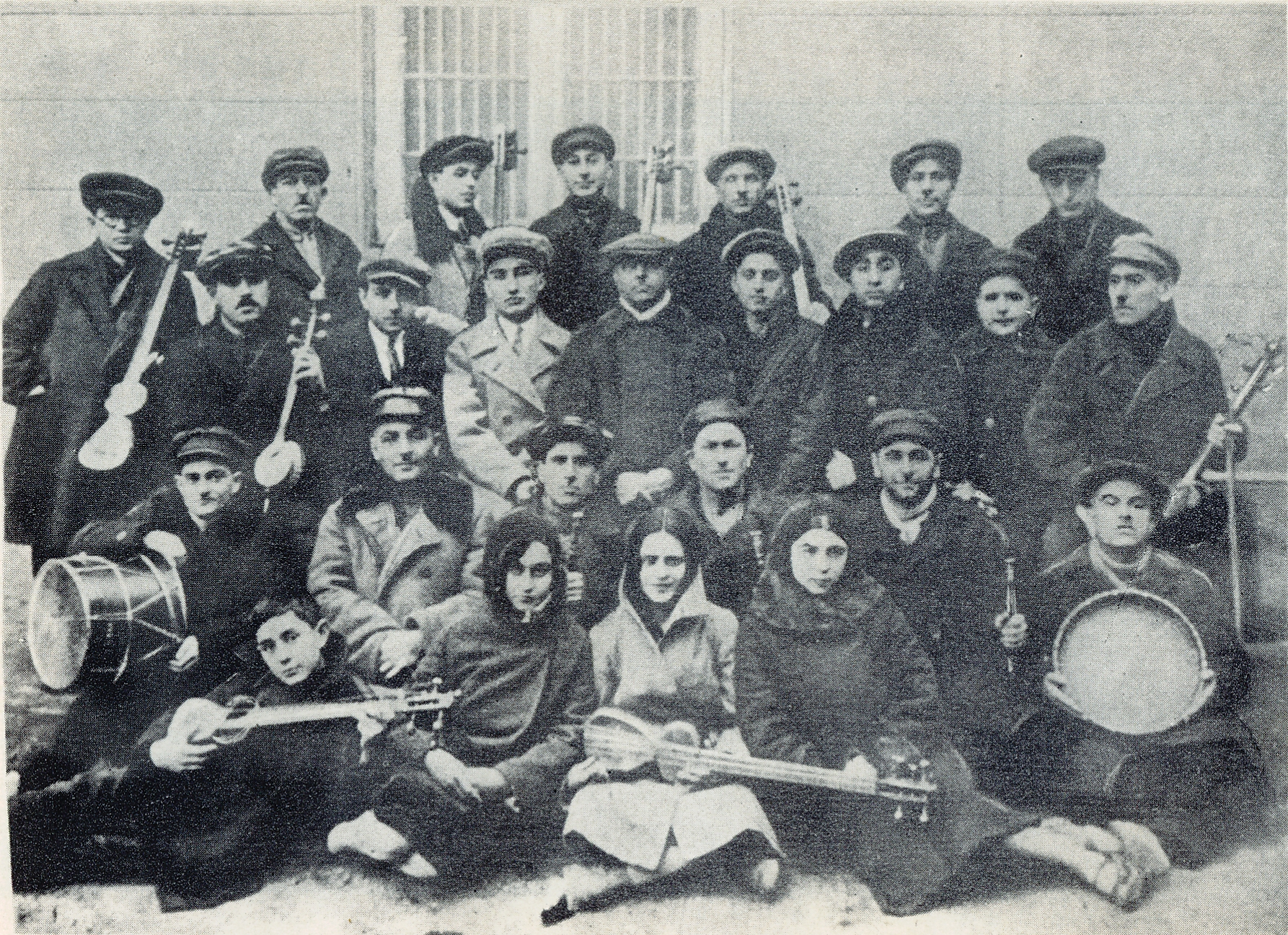
Первый нотный азербайджанский оркестр народных инструментов. 1932 год

Оркестр народных инструментов Азербайджана является первым подобным оркестром народных инструментов на всем Востоке, который играл по нотам. Он сыграл важную роль в развитии национальной музыкальной культуры страны. Первоначальный состав оркестра состоял из пяти инструментов — тара, кяманчи, балабана, дефа и нагары. Затем с целью усиления звучности в оркестр дополнительно были введены разные виды народных музыкальных инструментов — таких как гоша-нагара, зурна, тютек, ганун, а также такие европейские инструменты, как фортепиано, контрабас, кларнет и другие.
Узеир Гаджибеков обработал для этого оркестра народные песни и танцы, произведения западноевропейских и русских композиторов, сочинил фантазии для оркестра «Шур» и «Чаргях». 
Главным дирижёром оркестра являлся Узеир Гаджибеков, помощником дирижёра и  концертмейстером Саид Рустамов. С 1935 года должность дирижёра оркестра была поручена Саиду Рустамову, имя которого после смерти было дано коллективу.
Оркестр является постоянным участником многих мероприятий государственного масштаба, успешно гастролирует по всему миру, выступал на многих[каких?] престижных международных фестивалях. В 2004 и 2005 годах коллектив был дважды удостоен премии «Гызыл Чянг» XIX и ХХ фестиваля международной музыки «Фаджр», проводимого в столице Ирана Тегеране.

## Дирижёры оркестра
Художественным руководителем и главным дирижёром оркестра является народный артист Азербайджана профессор Агаверди Пашаев.